# František Pillmann
František Pillmann (* 25. srpna 1956) je český lékař a politik, po sametové revoluci československý poslanec Sněmovny lidu Federálního shromáždění za Občanskou demokratickou stranu.

## Biografie
Ve volbách roku 1992 byl zvolen za ODS, respektive za koalici ODS-KDS, do Sněmovny lidu (volební obvod Západočeský kraj). Ve Federálním shromáždění setrval do zániku Československa v prosinci 1992.
V senátních volbách roku 1996 kandidoval do horní komory českého parlamentu za Senátní obvod č. 9 - Plzeň-město, coby nezávislý kandidát ODS (ODS měla oficiálního kandidáta Bohumila Kulhánka). Získal ale jen necelých 5 % hlasů a nepostoupil do 2. kola voleb. V senátních volbách roku 2000 kandidoval do horní komory českého parlamentu za senátní obvod č. 8 - Rokycany, coby kandidát za formaci Akce za skutečnou demokracii (AZSD). S 12 % hlasů nepostoupil do 2. kola. Znovu v rokycanském senátním obvodu kandidoval v senátních volbách roku 2006 za AZSD. Získal necelých 7 % hlasů a ani tentokrát se senátorem nestal. Opětovně se o průnik do senátu pokusil v senátních volbách roku 2010, a to za Senátní obvod č. 7 - Plzeň-město. Nyní byl bezpartijním kandidátem za stranu Suverenita. Získal opět necelých 5 % a nebyl zvolen. Podle údajů k roku 2010 pracoval jako lékař na okresní správě sociálního zabezpečení Plzeň-jih.
V komunálních volbách roku 1998 kandidoval za ODS neúspěšně do zastupitelstva města Plzeň. Profesně je uváděn jako vedoucí referátu. V roce 2000 založil politickou formaci Akce za skutečnou demokracii, jejímž byl předsedou. Činnost této strany byla pozastavena rozsudkem Nejvyššího soudu roku 2008. Pillmann je tehdy uváděn bytem Plzeň.